# LC3
LC3 (Low Complexity Communication Codec)は、フラウンフォーファー IIS（集積回路研究所）とエリクソンが中心となって開発した音声圧縮コーデックである。Bluetooth 5.2で導入された LE Audioのコーデックとして採用され、SBCに対して同じビットレートではより低遅延・高品質・低消費電力となっており、半分のビットレートで同程度の品質を実現できると言われている。

## 概要
LC3は当初Bluetooth補聴器アプリケーション用に検討されていたが、音声(スピーチ)や音楽のヘッドセットなど一般的なオーディオアプリケーション向けの効率的なコーデックにも適するように開発された。ブロックベースの変換オーディオコーデックにより単一チャンネルのPCMフレームを可変ビットレート/固定ビットレートで圧縮する。LD-MDCT(低遅延修正離散コサイン変換)、分割ベクトル量子化、ピラミッドベクトル量子化を使用する。オーディオチャンネル数の上限はプロファイルを実装するときに設定される。LC3仕様書　Version1.0ではサンプリング周波数8,16,24,32,44.1,48KHzのストリームを扱い、フレーム間隔は7.5ミリ秒と10ミリ秒をサポートしている。
Bluetooth Special Interest GroupおよびETSIによる主観的なテストによると、LC3は、SBC (codec)、G.722、およびOpusよりも高いオーディオ品質と優れたPLC(パケット損失補間処理)を提供したとする。ただしこのテストはスピーチのみ対象としており、Opusに関して不利だったと結論が争われてる。
Windowsでは11 23H2以降で対応。Androidでは13以降で対応、ただしベンダー、機種により13以降でも未対応の場合がある。

## 用途
LC3は、Bluetooth 5.2規格で採用されたLE Audioのコーデックとして採用され、LC3の特徴である低遅延を活かし、LE Audioの非同期転送/ブロードキャスト転送と組み合わせて、空港や公共の場にあるテレビ音声を同時に多数のヘッドセットに届けるといった用途を想定している。またLC3はLE Audio専用という訳ではなく、aptXやLDACのように Classic Bluetoothのオプションコーデックとして実装することも技術的に可能である。